# Andreja Katič
Andreja Katič, slovenska pravnica in političarka, * 22. december 1969, Slovenj Gradec.
Andreja Katič je slovenska pravnica in političarka. Med drugim je bila direktorica občinske uprave Mestne občine Velenje. Leta 2014 je postala poslanka in podpredsednica Državnega zbora Republike Slovenije. Leta 2015 je postala ministrica za obrambo Republike Slovenije v Cerarjevi vladi, nato pa ministrica za pravosodje v Šarčevi vladi. Na to funkcijo je bila ponovno imenovana leta 2024. 

## Izobrazba
Diplomirala je leta 1996 na Pravni fakulteti v Mariboru z nalogo Imisije – razmerje med stvarnopravnim in obligacijsko-pravnim varstvom.

## Kariera
Od leta 1998 do 2014 je delala kot direktorica občinske uprave Mestne občine Velenje. Sodelovala je pri delu Združenja mestnih občin Slovenije in Skupnosti občin Slovenije. V letu 2006 je prejela Bronasti znak Skupnosti občin Slovenije za izjemne dosežke na področju razvoja lokalne samouprave ter širitve vloge omenjene skupnosti.
Štiri leta je bila članica Upravnega odbora Univerze v Mariboru in članica Sveta ZD Velenje. Delovala je tudi kot predsednica skupščine Komunalnega podjetja Velenje in Nadzornega sveta Elektro Maribor. Leta 2020 je bila imenovana za predsednico Območnega razvojnega sveta SAŠA regije.

### Politika
Leta 2014 je bila na listi Socialnih demokratov izvoljena za poslanko v Državnem zboru Republike Slovenije, imenovana je bila tudi za podpredsednico te institucije. 13. maja 2015 jo je Državni zbor Republike Slovenije imenoval za ministrico za obrambo Republike Slovenije v 12. vladi Republike Slovenije, ki jo je vodil Miro Cerar. Nasledila je odstavljenega ministra Janka Vebra, ki je moral odstopiti zaradi očitkov, da je varnostno-obveščevalni službi naročil poročilo posledic privatizacije Telekoma. Mandat Katičeve je med drugim zaznamovala ohladitev odnosov med ministrstvom in generalštabom Slovenske vojske zaradi opremljenosti vojske in nezadostne priprave glede na zahteve zveze NATO. Ob nastopu vlade Marjana Šarca jo Državni zbor Republike Slovenije Andrejo Katič 13. septembra 2018 imenoval za ministrico za pravosodje Republike Slovenije.
Ob sestavljanju vlade Roberta Goloba spomladi 2022 se je Andrejo Katič omenjalo med možnimi kandidati za ministrico za pravosodje, ki je pripadalo kvoti stranke Socialni demokrati. Na to mesto je bila kasneje izbrana Dominika Švarc Pipan, Katičeva pa je 24. januarja 2023 postala državna sekretarka na Ministrstvu za regionalni razvoj in kohezijo.
Po odstopu Dominike Švarc Pipan v luči afere sodna stavba jo stranka SD Katičevo evidentirala za novo pravosodno ministrico, a sama soglasja za to ni dala. Po sestanku z Golobom je prišlo do preobrata, ta jo je zato 26. februarja 2024 predlagal za ministrico za pravosodje v 15. slovenski vladi. Mandat je nastopila 5. marca. Kmalu je predlagala dve novi kandidatki za državni sekretarki, in sicer Aleksandro Spasojević in Andrejo Kokalj, a je predsednik vlade Golob oba predloga zavrnil.

## Zasebno
Z družino živi v Velenju.